# Mount Jefferson
Mount Jefferson – stratowulkan w USA, w stanie Oregon, położony 80 km na północny zachód od Bend Jest to drugi pod względem wysokości szczyt stanu Oregon. Nazwę górze nadali uczestnicy Ekspedycji Lewisa i Clarka, którzy w czasie podróży rzeką Kolumbia w 1806 roku jako pierwsi opisali górę.  Uczcili oni w ten sposób inicjatora ekspedycji, trzeciego prezydenta Stanów Zjednoczonych, Thomasa Jeffersona.
Mount Jefferson uznawany jest za wygasły wulkan, ponieważ ostatni okres dużej aktywności miał miejsce w okresie 40-50 tys. lat temu, natomiast ostatni wybuch w czasie którego powstał obecny wierzchołek miał miejsce w epoce lodowej, przed 20-30 tys. lat. W tym okresie u podstawy było co najmniej 35 otworów przez które wypłynęła lawa.